# Hubert Filser
Hubert Filser (* 22. Mai 1959 in Peiting; † 22. Mai 2012) war ein deutscher römisch-katholischer Theologe und Dogmatiker.

## Leben
Hubert Filser studierte von 1981 bis 1986 Philosophie an der Hochschule für Philosophie München (Magister Artium 1986, „Die Frage der causa sui bei Herman Schell“) und von 1981 bis 1987 Katholische Theologie an der Ludwig-Maximilians-Universität München (Licentiatus theologiae 1987, „Die spekulative Trinitätslehre Herman Schells“). 1994 wurde er bei Peter Neuner mit der Arbeit „Ekklesiologie und Sakramentenlehre des Kardinals Johannes Gropper. Eine Glaubenslehre zwischen Irenik und Kontroverstheologie im Zeitalter der Reformation.“ zum Dr. theol. promoviert. Nach einem Studium der Dogmatik habilitierte er sich 2000 mit der Schrift „Dogma, Dogmen, Dogmatik“. 1999/2000 war er Assistent am Lehrstuhl für Religionslehre und -pädagogik.
Er lehrte seit 2000 Dogmatik und Dogmengeschichte an der Katholisch-Theologischen-Fakultät der Ludwig-Maximilians-Universität München, seit 2006 als außerplanmäßiger Professor, sowie an den Universitäten Eichstätt, Nürnberg/Erlangen und Kiel.
Neben zahlreichen wissenschaftlichen Arbeiten veröffentlichte er drei Monographien und zwei Werke als Mitherausgeber. Seine Habilitationsschrift „Dogma, Dogmen, Dogmatik“ gilt als Standardwerk. Er engagierte sich vor allem für den ökumenischen Dialog.

## Ehrungen und Auszeichnungen
- Ökumene-Preis des Pfarrer-Johannes-Fink-Gedächtnisvereins (1994)
- Preisträger der Dr. Kurt-Hellmich-Stiftung (1995)

## Schriften
- Ekklesiologie und Sakramentenlehre des Kardinals Johannes Gropper, Lit Verlag 1995, ISBN 3825825779.
- Dogma, Dogmen, Dogmatik., Lit Verlag 2001, ISBN 3825852210.
- Petrus Canisius: Der Große Katechismus: Summa doctrinae christianae (1555), Schnell & Steiner 2003, ISBN 3795416248, hg. zusammen mit Stephan Leimgruber.
- Kircheneinheit und Weltverantwortung, Pustet Regensburg 2006, ISBN 379171998X, hg. zusammen mit Christoph Böttigheimer, Florian Bruckmann.